# إريكا بيرجمان
إريكا بيرجمان (بالألمانية: Erika Bergmann)‏ هي حارسة أمن ألمانية، ولدت في 3 يناير 1915 في Neukölln (locality) ‏ في ألمانيا، وتوفيت في 1996 في غوبن في ألمانيا.